# Arthur Brown
Arthur Brown (nascido Arthur Wilton Brown em Whitby, 24 de junho de 1942) é músico inglês de rock, conhecido pelo seu estilo extravagante de performance teatral, pelo estilo de seu vocal grave e significante influência em outros músicos como Alice Cooper, Peter Gabriel, Marilyn Manson, George Clinton, Kiss, King Diamond e Bruce Dickinson, entre outros.

## História
Após se formar no ensino médio pela Roundhay Grammar School em Leeds, Yorkshire, Brown estudou na Universidade de Londres e na Universidade de Reading tendo estudado Filosofia e Direito, mas acabou abandonando a graduação para se dedicar à música, formando sua primeira banda, Blues and Brown, enquanto estudava em Reading. Após ser vocalista de inúmeras bandas em Londres, Brown mudou-se para Paris em 1966, onde ele trabalhou suas habilidades teatrais. Durante esse período, ele gravou duas canções para o filme do cineasta Roger Vadim, baseado na novela de Émile Zola, La Curée. Retornando a Londres entre 1966 e 1967 ele tornou-se membro temporário de uma banda londrina de soul music/ska chamado The Ramong Sound.

### The Crazy World of Arthur Brown
Em 1967, Brown formou sua própria banda, The Crazy World of Arthur Brown. A banda incluia Vincent Crane (órgão e piano), Drachen Theaker (bateria), e Nick Greenwood (baixo).
Brown rapidamente ganhou reputação pelas performances chocantes, que incluía o uso de um capacete de metal que pegava fogo, que o levou a acidentes ocasionais, como por exemplo durante sua rápida apresentação no Windsor Festival em 1967, onde ele usava uma peneira na cabeça embebida em metanol. O combustível derramado sobre sua cabeça por acidente, fez a peneira pegar fogo, mas dois espectadores apagaram as chamas, derramando cerveja sobre a cabeça de Brown, evitando qualquer lesão grave. A cabeça em chamas se tornou a marca pessoal de Arthur Brown.
Ocasionalmente, ele também se despe durante as performances, mais notadamente na Itália, onde ficou nu após ter tido fogo nos cabelos, sendo preso e deportado. Ele também usava maquiagens pesadas extremas ao vivo, que mais adiante influenciou bandas como Alice Cooper, Kiss e Marilyn Manson.
Em 1968, seu álbum de estréia, The Crazy World of Arthur Brown tornou-se um hit em ambos os lados do Atlântico. Produzido pelo empresário do The Who Kit Lambert, e com produção executiva de Pete Townshend pela Track Records, o selo começou por Lambert e Chris Stamp, que lançaram também o hit single, "Fire", e continha uma cover para "I Put a Spell on You" de Screaming Jay Hawkins, outro similar showman bizarro. "Fire" vendeu mais de um milhão de cópias, ganhando o disco de ouro. A canção começava com a seguinte frase dita por Brown: "Eu sou o deus do fogo dos infernos e trouxe para você..." Foi sampleado por inúmeros, mais notavelmente pelo hino de rave do The Prodigy, "Fire".
As performances incendiárias de Arthur Brown às vezes causavam problemas, tendo sido dispensando de continuar a turnê com Jimi Hendrix. Em uma turnê, Brown esperava até o pôr do sol, quando sua banda tocaria, e para isso ele tinha um guincho para baixá-lo ao meio do palco por cima, vestindo um terno e um capacete de metal. Partes do traje foram completamente acesos com fluido de isqueiro e foguetes. No devido tempo, Brown criou uma percepção de que ele estava prestes a incendiar o palco, levando alguns organizadores dos concertos a exigir que ele depositasse uma quantia a eles, se não pudesse provar que estava adequadamente seguro contra incêndio incontrolável e danos pelo fogo.
Theaker foi substituído por causa de sua aerofobia em 1968 pelo baterista Carl Palmer (mais tarde baterista do Atomic Rooster e Emerson, Lake & Palmer), para a segunda turnê americana da banda em 1969, com o tecladista Vincent Crane (também canhoto) - mas que retornou logo. Entretanto, Crane e Palmer saíram em junho de 1969 para formar o Atomic Rooster, resultando no fim do Crazy World of Arthur Brown.

### Kingdom Come
Desde então, Brown nunca mais gravou uma música que fosse comercialmente de sucesso como "Fire". Ele lançou mais três álbuns com sua nova banda Kingdom Come no começo dos anos 1970. Os discos do Kingdom Come eram uma mistura selvagem de rock progressivo e demências teatrais nos shows ao vivo, que causaram algumas  controvérsias, como quando Brown simulou uma crucificação com seringas hipodérmicas. O terceiro e último disco do Kingdom Come, Journey (1973), é notável por ser um dos primeiros (isso se não o primeiro) álbuns de rock com uma bateria eletrônica, especialmente na faixa "Time Captives".

### Associação com o Hawkwind
Brown tinha um bom número de associações com o Hawkwind. Em 1973, ele era um dos vocalistas quando Robert Calvert estava gravando o álbum Captain Lockheed and the Starfighters, junto com vários membros do Hawkwind.
Em 2001 e 2002, Brown fez várias participações nos concertos do Hawkwind, subsequentemente tendo-o como vocalista da banda. Na Turnê de dezembro de 2002, o Hawkwind tocou várias canções do Kingdom Come com Brown nos vocais.
Brown também fez os vocais em duas faixas do disco do Hawkwind, Take Me to Your Leader, lançado em 2005. Uma delas era a palavra-falada "A Letter to Robert", onde Brown traz uma conversa com Robert Calvert. Brown continuou em associação com o Hawkwind, durante a turnê do quadragésimo aniversário no Reino Unido em 2009.

### Outros Trabalhos
Nos anos seguintes, Brown lançou vários álbuns solo e também contribuiu com vocais para a canção "The Tell-Tale Heart", que fazia parte do álbum conceitual Tales of Mystery and Imagination do The Alan Parsons Project, baseado na obra de Edgar Allan Poe. Em 1975 ele teve uma pequena, mas importante participação no filme Tommy, baseado na opera rock da banda The Who, como "O Padre". Durante 1977, ele saiu em turnê com o ex- baterista do Tangerine Dream, Klaus Schulze, (pode ser ouvido no disco ao vivo ...Live...), enquanto erm 1979, Brown fez os vocais no álbum de Schulze, Dune.
Nos anos 1980, Brown mudou-se para Austin, Texas, e obteve o mestrado em Direito. Em 17 de janeiro de 1987, Brown performou "Fire" em "Flashback", bloco de um programa de televisão chamado Solid Gold. Junto com o ex-membro do Mothers Of Invention de Frank Zappa, o baterista Jimmy Carl Black (também trabalhou como pintor e carpinteiro por um tempo) e lançaram um álbum de estúdio intitulado Brown, Black & Blue, em 1988.

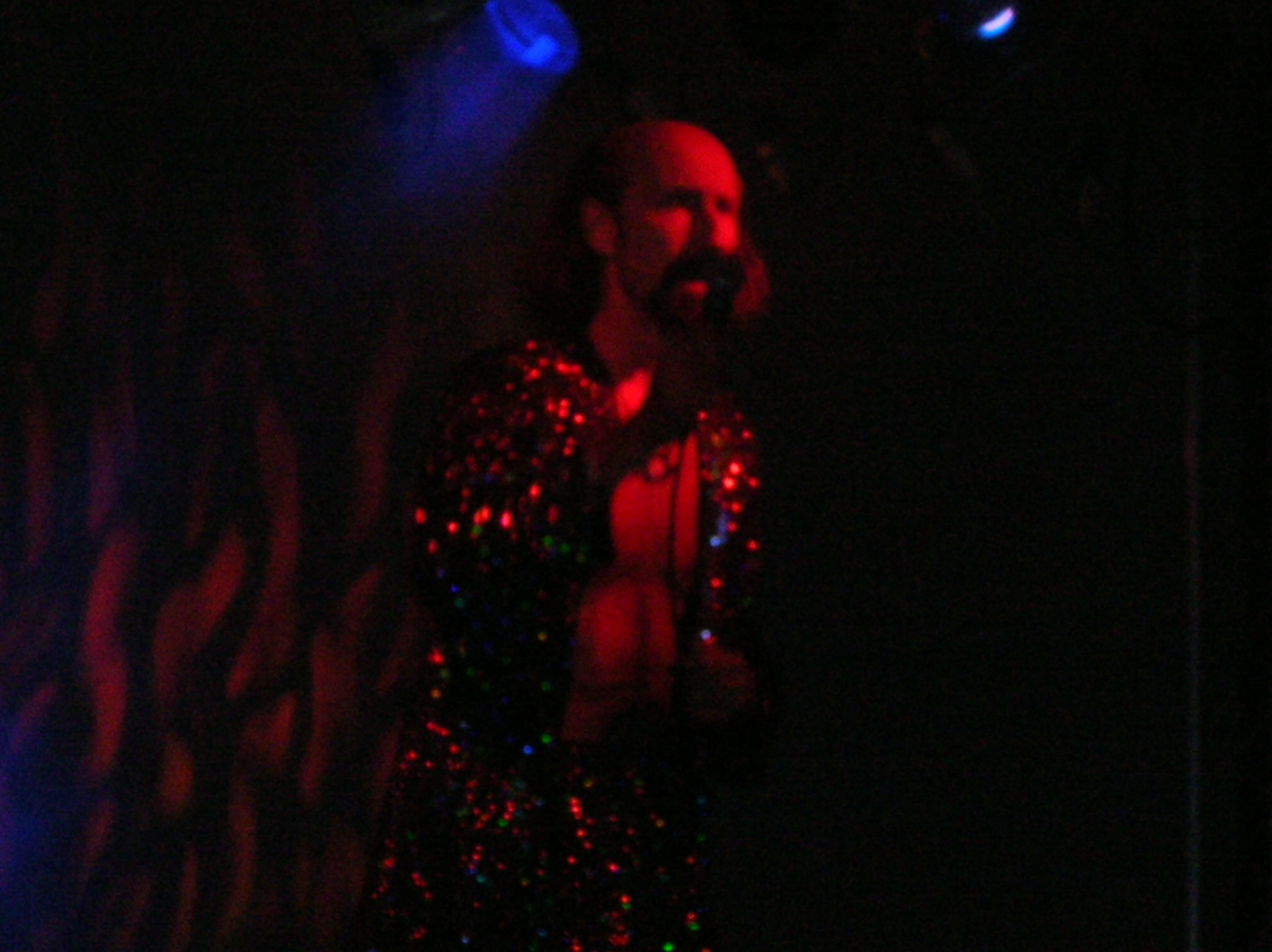
Arthur Brown tocando no Wickerman Festival, 2005

Durante meados dos anos 1990, Brown e seu colega de advocacia Jim Maxwell, fundaram a Healing Songs Therapy, um serviço exclusivo que culmina com Brown criar uma canção para cada cliente sobre seus problemas emocionais.
Brown voltou a Inglaterra em 1996. Em 1997, ele regravou "Fire" com a banda alemã Die Krupps. Em 1998, ele fez uma performance de palavra falada no álbum de Bruce Dickinson, The Chemical Wedding, lendo uma porção de três poemas de William Blake, atuando como Satanás no videoclipe de Bruce Dickinson, "Killing Floor". Ele também apareceu na TV, como convidado da banda Kula Shaker na música "Mystical Machine Gun" em 1999.
Em 2003 sua novas bandas eram o "Giant Pocket Orchestra", e também o "Instant Flight". Em meio disso, ele lançou Vampire Suite (2003), um álbum com Josh Philips and Mark Brzezicki da banda Big Country, lançado pelo selo de Ian Grant, Track Records. Nesse mesmo tempo, Brown teve toda sua discografia relançada pela Sanctuary Records.
Brown reuniu os membros sobreviventes do Kingdom Come (exceto Des Fisher) em 2005, para um único concerto no The Astoria em Londres, performando material do Kingdom Come. Esse show fez com que Brown ganhasse o 'Showman of the Year', prêmio da revista Classic Rock.
Em agosto de 2007, durante um concerto em Lewes, Sussex, Brown colocou fogo em seu próprio cabelo. Tentando apagar as chamas, Phil Rhodes, um membro da banda também pegou fogo. Brown continuou após o fogo foi apagado, ele tinha entretanto perdido alguns pedaços de mechas de cabelo.
Ele atuou como um padre no videoclipe do The Darkness, "Is It Just Me?"
Em 2010, Brown tocou no Glastonbury Festival, e também tocou no Lounge On The Farm (com Lucie Rejchrtova nos teclados). Em 10 de junho de 2011, dias antes de seu aniversário de 69 anos, ele tocou com Ray Davies Meltdown Festival no Queen Elizabeth Hall, Londres. Seis semanas depois, novamente em Londres, tocou no High Voltage Festival; o show foi gravado e lançado (apenas em LP) como The Crazy World of Arthur Brown Live At High Voltage.
Em 2012, Brown e Rick Patten lançaram The Magic Hat, ao lado de uma história em quadrinhos de mesmo título por Matt Howarth - uma curiosa cross-dimensional aventura facilitada por um chapéu em chamas.

## Discografia Selecionada

### Álbuns de Estúdio
- 1968 – The Crazy World of Arthur Brown (com o The Crazy World of Arthur Brown)
- 1971 – Galactic Zoo Dossier (com o Kingdom Come)
- 1972 – Kingdom Come (com o Kingdom Come)
- 1973 – Journey (com o Kingdom Come)
- 1975 – Dance
- 1977 – Chisholm in My Bosom
- 1979 – Faster Than the Speed of Light (com Vincent Crane)
- 1981 – Speak No Tech (re-lançado por Craig Leon em 1984 como The Complete Tapes of Atoya)
- 1982 – Requiem
- 1988 – Brown, Black & Blue (com Jimmy Carl Black)
- 1989 – Strangelands (gravado em 1969) (com o The Crazy World of Arthur Brown)
- 2000 – Tantric Lover (com o The Crazy World of Arthur Brown)
- 2003 – Vampire Suite (com o The Crazy World of Arthur Brown)
- 2007 – The Voice of Love
- 2012 – The Magic Hat (com Rick Patten; edição limitada de 200 cópias; acompanhando a HQ The Magic Hat por Matt Howarth

### Álbuns Ao Vivo
- 1993 – Order From Chaos (com o The Crazy World of Arthur Brown)
- 1994 – Jam (gravado em 1970) (com o Kingdom Come)
- 2002 – The Legboot Album - Arthur Brown on Tour
- 2011 – The Crazy World of Arthur Brown Live at High Voltage (apenas em vinil, edição limitada de 1000 cópias)

### Compilações
- 1976 – Lost Ears (com o Kingdom Come)
- 2003 – Fire - The Story of Arthur Brown

### Trilha Sonora (Contribuição)n
- 1966 – The Game Is Over (duas canções)

### Outras Contribuições
- 1976 – Tales of Mystery and Imagination (The Alan Parsons Project)
- 1979 – Dune (Klaus Schulze)
- 1979 – Time Actor (Richard Wahnfried)
- 1980 – Klaus Schulze Live (Klaus Schulze)
- 1998 – The Chemical Wedding (Bruce Dickinson)
- 2000 – Curly's Airships (Judge Smith)
- 2007 – Fifteen Years After (All Living Fear)